# 沙莫尔季诺农村居民点
沙莫尔季诺农村居民点（俄语：Шамординское сельское поселение）是俄罗斯联邦布良斯克州茹科夫卡区所属的一个农村居民点。其下辖有8个居民点，行政中心为沙莫尔季诺。据2015年统计，该农村居民点的人口为1199人。